# 眼眉拉摩蟹
眼眉拉摩蟹（学名：Lamoha superciliosa）为人面蟹科拉摩蟹屬下的一个种。